# 扒王之王

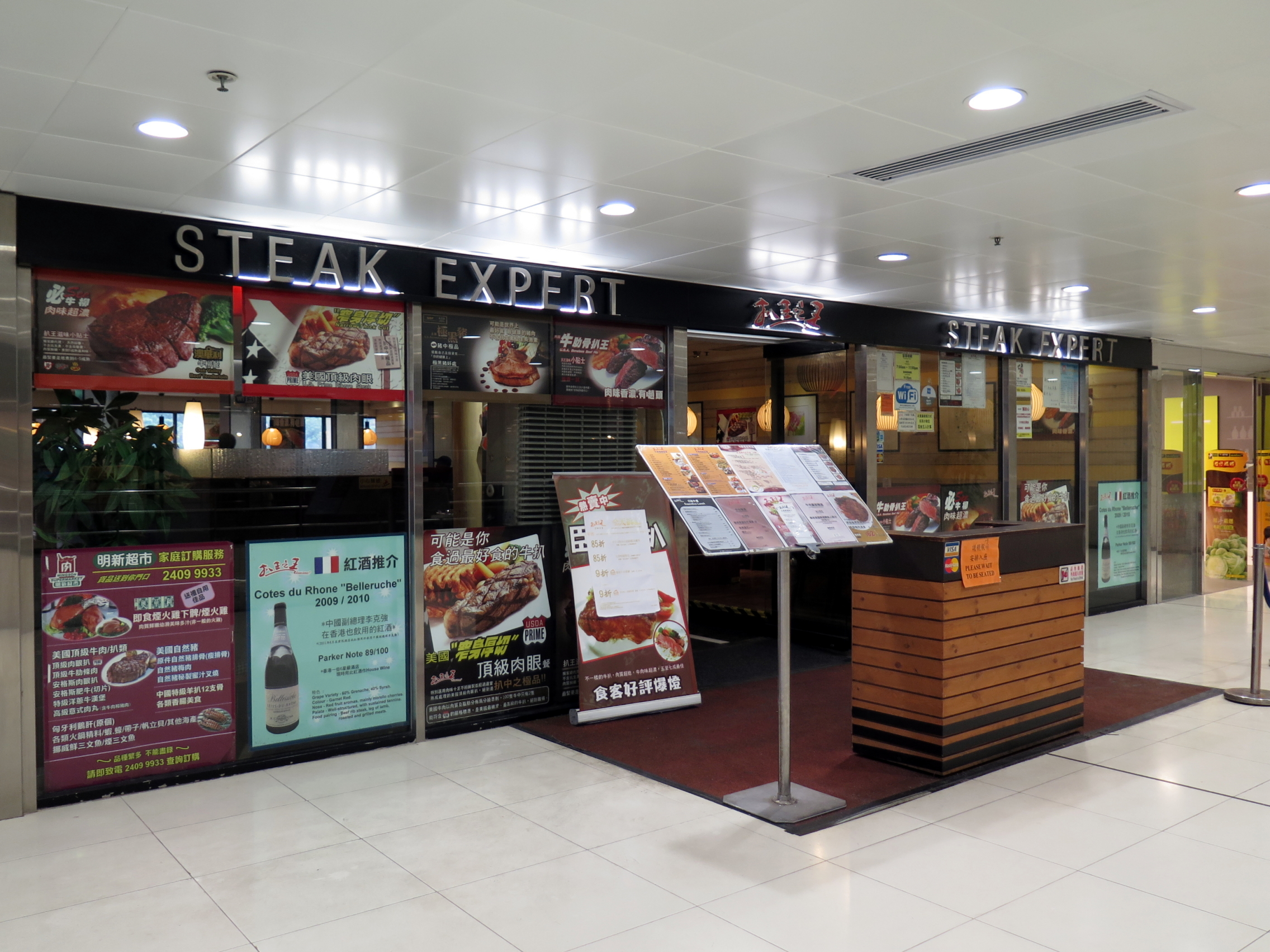
扒王之王於沙田偉華中心分店，已於2015年10月結業

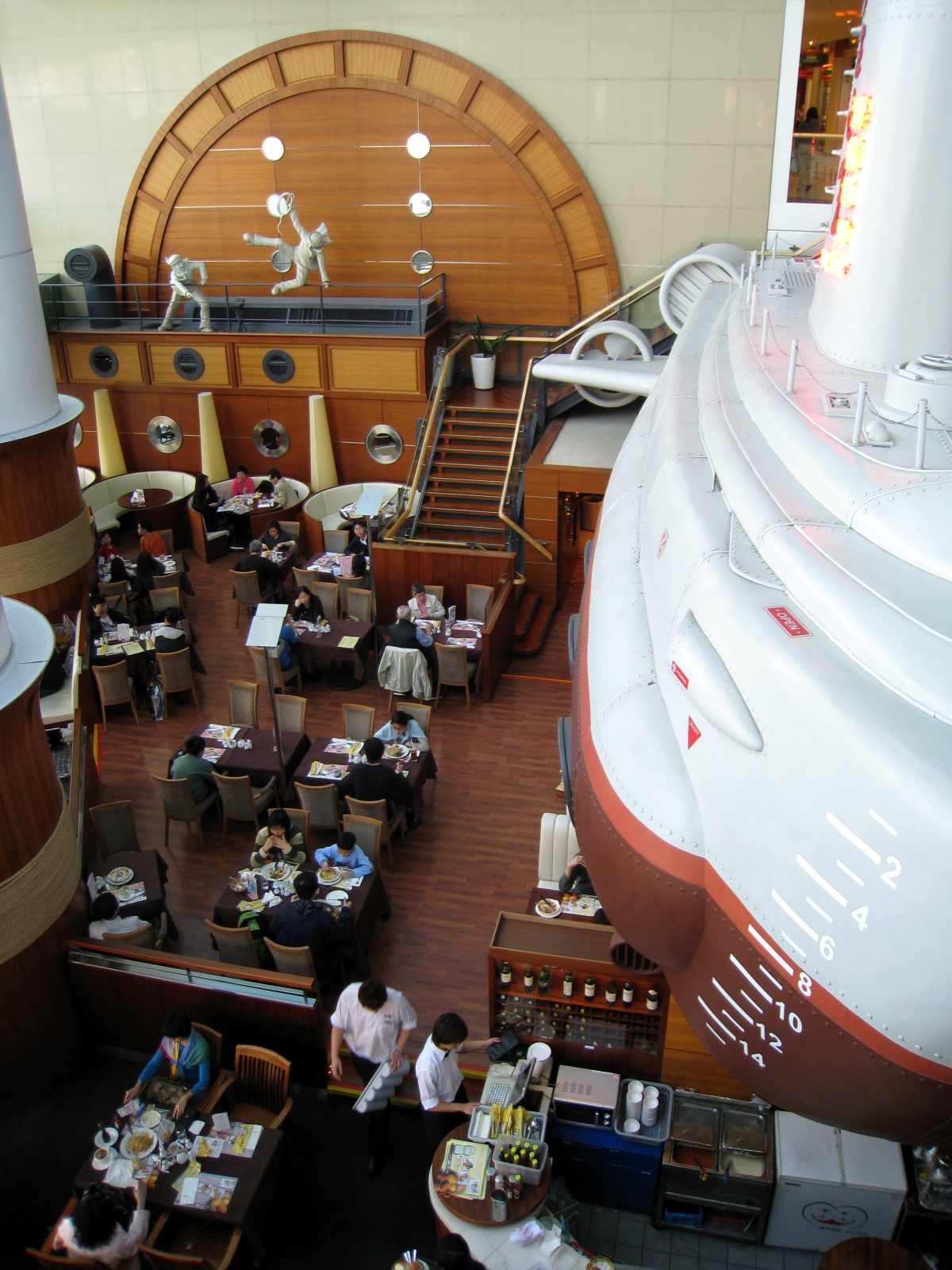
扒王之王於青衣城分店，已於2010年結業

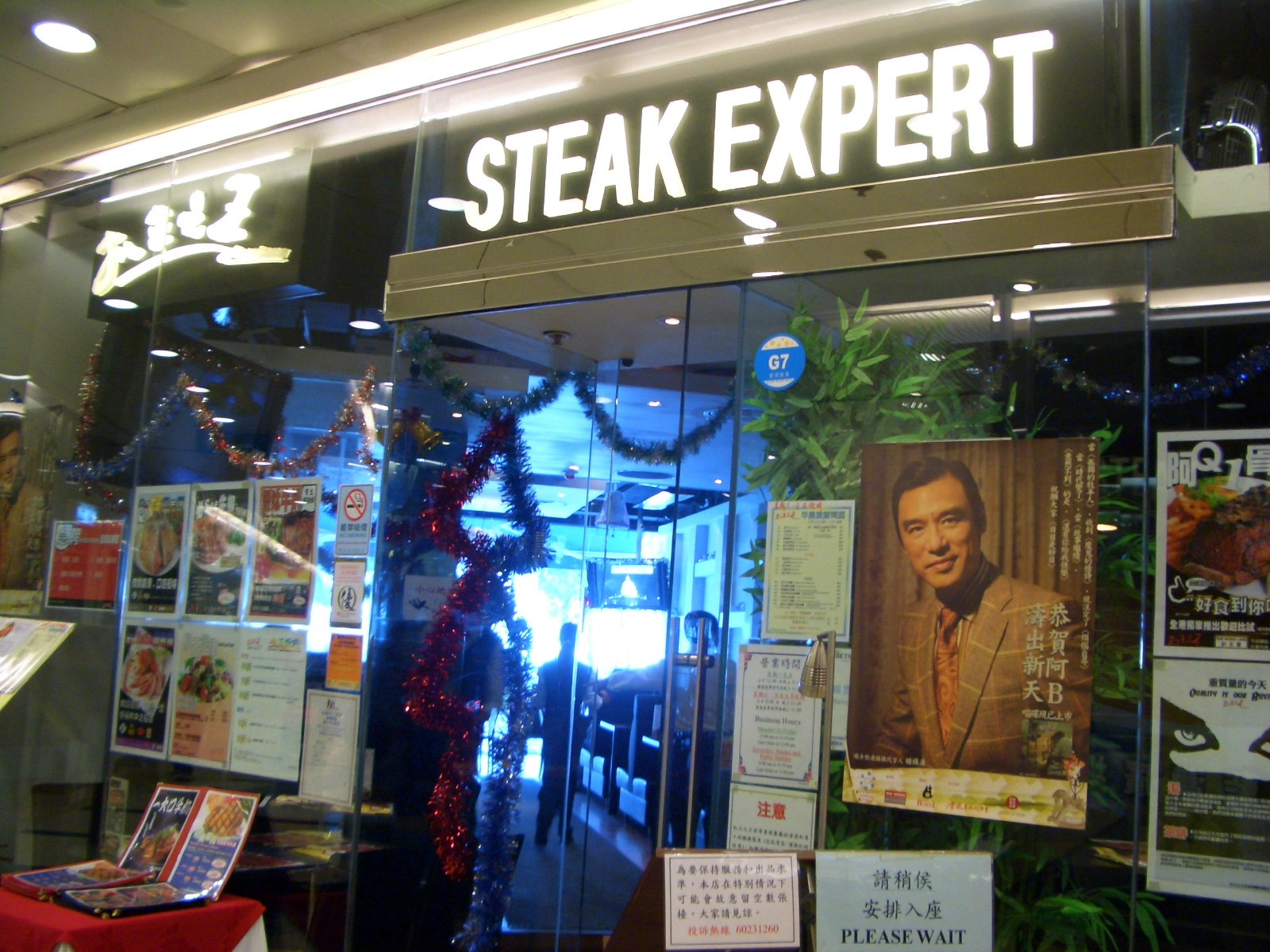
扒王之王於小西灣藍灣半島分店，已於2012年結業

扒王之王 （英語：Steak Expert）是昔日香港一間專營牛扒的連鎖式餐廳，成立於1999年，並已在2023年全線結業。創辦人是香港前藝人林珍奇之丈夫李德麟。
扒王之王全盛時期在香港各區開設了三十多間分店，而最後結業的是位於沙田娛樂城的分店，於2023年1月15日結業，而九龍彌敦道726號名為扒王一哥（開業於2020年9月），在沙田分店結業後一度成為唯一分店，不過扒王之王在2023年7月上旬於旺角山東街重新開店後不久，扒王一哥於2023年9月初結業。

## 歷史
1999年，李德麟以其批發凍肉的經驗，決定進軍飲食界，於九龍紅磡開設扒王之王。由於它標榜以平民化價錢便可吃到酒店級的牛扒，因此成為了當年人氣食店之一，吸引很多人慕名光顧。取得成功後，扒王之王其後不斷於香港各區開設分店，持續得到普遍市民支持。據香港貿易發展局資料顯示，扒王之王集團有數百名員工（200至500人）。

### 特色
扒王之王旗下部份餐廳在全盛時期以「扒王里」、「扒王拉麵」、「扒出味來」及「山口料理」等品牌經營。在2004年至2006年期間更在報章及RoadShow等媒體平台進行宣傳。在2008年金融海嘯時期，為了吸引顧客，各間分店均不惜運用特惠的「抗海嘯」餐單、不收加一服務費、全日八/九折等作招徠，其中荃灣金荃大廈店曾於2008年第三季提供12至14港元起的午餐外賣飯盒。到2009年1月，尖沙咀分店一連12日以2元或3元象徵式收費，每日售賣300個飯盒，以回饋社會。

### 衰落
2010年代初，扒王之王被指食品水準及服務水平漸漸不穩，受到網絡留言攻擊。加上，受租金大幅上升影響。結果，扒王之王因經營不善而進入衰落期，多間分店陸續結業。當中於2014年5月，荃灣分店更遭業主指欠租一個月，被入稟高院追討租金，並要求餐廳遷出一事被登上報紙。然而，當時該店已經「執笠」搬離。2022年9月，創辦人透過公司名義持有，位於沙田娛樂城地下面積約5300方呎的舖位，以5800萬元易手。消息指創辦人售出後將租回商舖，月租約18萬元，但同時亦有消息稱將以交吉形式出售，成交期為2023年初。
2023年2月初，有報道指扒王之王最後一間位於沙田娛樂城的分店已於1月15日靜悄悄結業。不過新舖將於同年5月在旺角朗豪坊旁的華美大廈以「扒王之王」名義開業，舖位估計為扒王之王老闆李德麟的自置物業。
2023年7月上旬，扒王之王於旺角山東街朗豪坊旁的華美大廈重新開業。
2023年9月初，扒王一哥結業。

## 相關事件
2006年6月4日前夕，李德麟以月薪$9000聘請了「巴士阿叔」陳乙東任職樓面公關。但數天後，陳乙東引來記者到訪，也引來3名男子上門圍毆他。老闆娘林珍奇經過「炒阿叔」一事與夫爭吵後，服下過量安眠藥涉試圖自殺。最終，令陳先生離職。
2014年，香港政局不穩，李德麟參與其中。當時特首是梁振英，而佔領中環及雨傘革命運動正展開。這時候的李德麟涉及「紅色」和「蓝丝」的背景被發現，或因涉及政治立場而影響公司形象。各家媒體都指，李德麟的身份是親建制派組織保普選反佔中大聯盟成員，保皇黨的功能組別團體香港中華總商會會員及中國政協委員的浙江代表。

## 外部連結
- 扒王一哥 RIBX的Facebook專頁